# Вуџоу
Вуџоу (梧州) град је Кини у покрајини Гуангси. Према процени из 2009. у граду је живело 270.156 становника.

## Становништво
Према процени, у граду је 2009. живело 270.156 становника.
| 1990.   | 2000.   | 2009    |
| ------- | ------- | ------- |
| 225.251 | 252.512 | 270.156 |